# Parafia Najświętszej Maryi Panny Białynickiej w Białyniczach
Parafia Najświętszej Maryi Panny Białynickiej w Białyniczach (biał. Парафія Найсвяцейшай Панны Марыі Бялыніцкай y Бялынічах) – parafia rzymskokatolicka w Białyniczach. Należy do dekanatu mohylewski archidiecezji mińsko-mohylewskiej. Została utworzona w 1992 (1993) roku. 

## Historia
Pierwsze wspomnienie o kościele katolickim na ziemi białynickiej, w samych Białyniczach lub w pobliskim Ciecierynie, pochodzi z 1579 r. W kolejnych latach prawdopodobnie przeszedł on w ręce kalwinów. 
W latach 1624-1628 w Białyniczach zbudowano drewniany kościół i klasztor Karmelitów, ufundowany przez kanclerza i hetmana wielkiego litewskiego Lwa Sapiehę. Od 1634 roku znajdował się w nim obraz Matki Boskiej Białynickiej, uważany za cudowny. W 1742 roku wybudowano nowy murowany barokowy kościół i klasztor. Parafia leżała wówczas w dekanacie orszańskim diecezji wileńskiej. W ramach represji po powstaniu listopadowym w 1832 roku Karmelitów usunięto, a kościół przekazano duchowieństwu diecezjalnemu. Po powstaniu styczniowym władze rosyjskie 12 kwietnia 1876 roku zamknęły białynicki kościół i przekazały prawosławnemu klasztorowi św. Mikołaja. W latach 60. XX w. władze ZSRR wysadziły w powietrze kościół, a w latach 70. klasztor. 

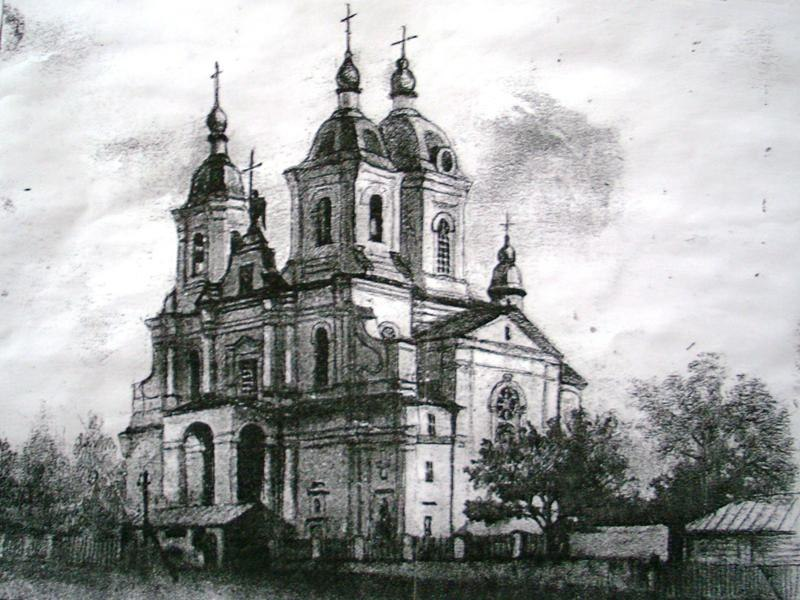
Nieistniejący kościół i klasztor Karmelitów w Białyniczach

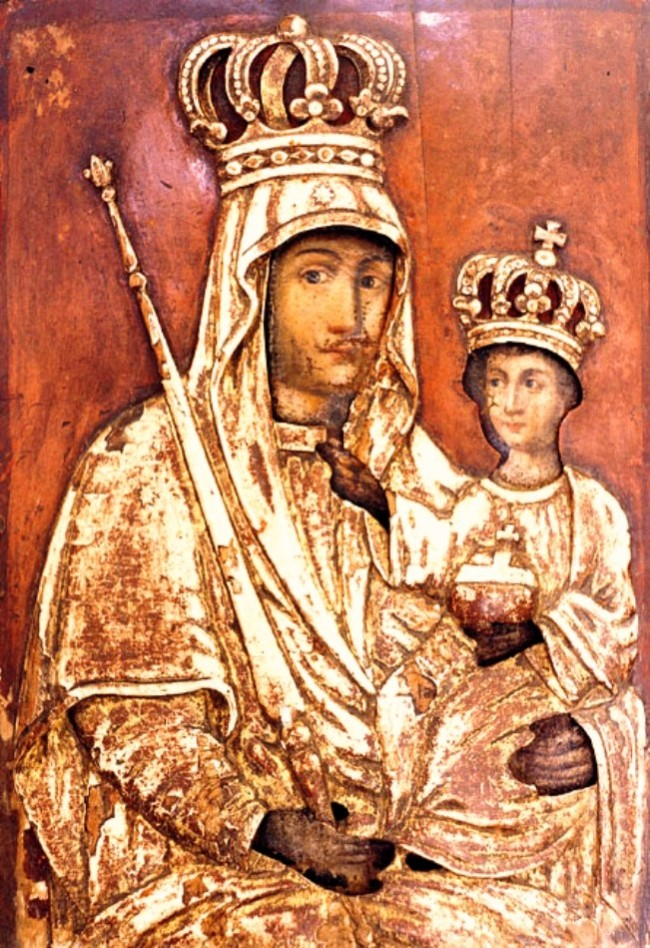
Matka Boska Białynicka

### Republika Białorusi
W 1993 roku odrodziła się parafia katolicka. Władze zaproponowały miejsce pod budowę nowego kościoła, lecz nie tam gdzie stał kościół wysadzony w powietrze, a 5 km od centrum miasta, w lesie na polanie. Latem 1995 roku miejsce to poświęcono podczas pielgrzymki rosyjskich katolików do Mohylewa, z udziałem nuncjusza apostolskiego abp Agostino Marchetto. W tym samym roku zakupiono drewniany dom na tymczasową kaplicę. Później wskazano nowe miejsce pod kościół, w centrum miejscowości i wybrano architekta z Mińska, który zaprojektuje świątynię w stylu neogotyckim. W 2011 roku z okazji 250-lecia koronacji Matki Boskiej Białynickiej odprawiono Mszę Świętą, której przewodniczył abp Tadeusz Kondrusiewicz, metropolita mińsko-mohylewski.

## Duszpasterze sanktuarium
Ostatnim proboszczem sanktuarium przez odebraniem go katolikom był ks. Lucjan Godlewski zmarły 10/22 lutego 1876 roku. Po 1990 roku do Białynicz został skierowany paulin o. Stanisław Hodun. Kolejnymi duszpasterzami byli proboszczowie parafii w Szkłowie: ks. Władysław Szyszło, ks. Jerzy Kosobucki, ks. Jerzy Barok i ks. Aleksander 
Bogdanowicz. 26 października 2008 roku pierwszym proboszczem parafii po reaktywacji został ks. Karol Tomecki, który jako duszpasterz towarzyszył parafii od 1992 roku.